# Joachim Fischer Nielsen

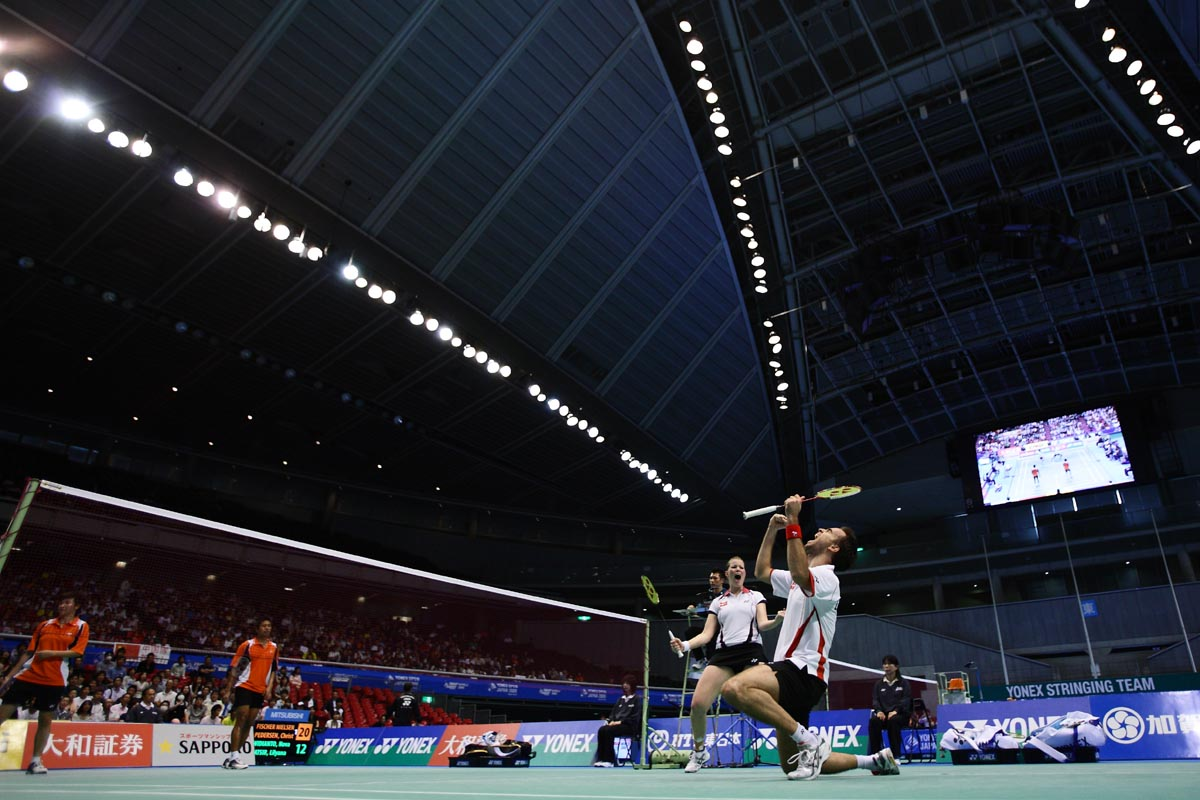
Joachim Fischer Nielsen und Christinna Pedersen gegen Nova Widianto und Lilyana Natsir bei den Japan Open 2009

Joachim Fischer Nielsen (* 23. November 1978 in Kopenhagen) ist ein dänischer Badmintonspieler.

## Karriere
Joachim Fischer Nielsen gewann die Denmark Open 2008 und die Denmark Open 2009 im Mixed mit Christinna Pedersen. Bei der Badminton-Weltmeisterschaft 2009 erkämpften sich beide Bronze. Zuvor hatte er bereits die Iceland International, Spanish International, Austrian International und die French Open gewonnen.

## Sportliche Erfolge
| Saison    | Veranstaltung                                    | Disziplin       | Platz | Name                                                      |
| --------- | ------------------------------------------------ | --------------- | ----- | --------------------------------------------------------- |
| 1990/1991 | Dänemark: Einzelmeisterschaften der Junioren U13 | Herrendoppel    | 1     | Joachim Fischer / Jacob Ingerslev, Charlottenlund         |
| 1990/1991 | Dänemark: Einzelmeisterschaften der Junioren U13 | Herreneinzel    | 1     | Joachim Fischer, Charlottenlund                           |
| 1990/1991 | Dänemark: Einzelmeisterschaften der Junioren U13 | Mixed           | 1     | Joachim Fischer, Charlottenlund / Annemette Brun, Værløse |
| 1997      | Iceland International                            | Mixed           | 1     | Joachim Fischer / Jane F. Bramsen                         |
| 1997      | Iceland International                            | Herrendoppel    | 1     | Niels Christian Kaldau / Joachim Fischer Nielsen          |
| 2000      | Bitburger Open                                   | Herrendoppel    | 1     | Michael Søgaard / Joachim Fischer Nielsen                 |
| 2000      | Austrian International                           | Herrendoppel    | 1     | Joachim Fischer Nielsen / Janek Roos                      |
| 2001      | Spanish International                            | Herreneinzel    | 1     | Joachim Fischer Nielsen                                   |
| 2003      | Iceland International                            | Herrendoppel    | 1     | Joachim Fischer Nielsen / Jesper Larsen                   |
| 2003      | Iceland International                            | Herreneinzel    | 1     | Joachim Fischer Nielsen                                   |
| 2003      | French Open                                      | Herrendoppel    | 1     | Joachim Fischer Nielsen / Carsten Mogensen                |
| 2004      | Spanish International                            | Herrendoppel    | 1     | Jesper Larsen / Joachim Fischer Nielsen                   |
| 2004      | Spanish International                            | Herreneinzel    | 1     | Joachim Fischer Nielsen                                   |
| 2007      | Spanish International                            | Mixed           | 1     | Joachim Fischer Nielsen / Britta Andersen                 |
| 2007/2008 | Dänemark: Einzelmeisterschaften                  | Mixed           | 1     | Joachim Fischer / Ann-Lou Jørgensen, Kastrup KMB          |
| 2008      | Denmark Open                                     | Mixed           | 1     | Joachim Fischer Nielsen / Christinna Pedersen             |
| 2008      | Dutch Open                                       | Mixed           | 1     | Joachim Fischer Nielsen / Christinna Pedersen             |
| 2009      | Denmark Open                                     | Mixed           | 1     | Joachim Fischer Nielsen / Christinna Pedersen             |
| 2009      | Weltmeisterschaft                                | Mixed           | 3     | Joachim Fischer Nielsen / Christinna Pedersen             |
| 2011      | Swiss Open                                       | Mixed           | 1     | Joachim Fischer Nielsen / Christinna Pedersen             |
| 2012      | Badminton-Mannschaftseuropameisterschaft         | Herren-Team     | 1     |                                                           |
| 2012      | BWF Super Series Finale                          | Mixed           | 1     | Joachim Fischer Nielsen / Christinna Pedersen             |
| 2013      | Malaysia Super Series                            | Mixed           | 1     | Joachim Fischer Nielsen / Christinna Pedersen             |
| 2013      | Badminton-Mannschaftseuropameisterschaft         | gemischtes Team | 2     |                                                           |
| 2013      | Swiss Open                                       | Mixed           | 1     | Joachim Fischer Nielsen / Christinna Pedersen             |
| 2013      | Indonesia Super Series Premier                   | Mixed           | 2     | Joachim Fischer Nielsen / Christinna Pedersen             |
| 2013      | Copenhagen Masters                               | Mixed           | 1     | Joachim Fischer Nielsen / Christinna Pedersen             |
| 2015      | Malaysia GPG                                     | Mixed           | 1     | Christinna Pedersen / Joachim Fischer Nielsen             |